# Цветы сливы в золотой вазе
«Цветы сливы в золотой вазе» («Цзинь, Пин, Мэй») (кит. упр. 金瓶梅, пиньинь Jīn Píng Méi, палл. Цзинь пин мэй) — эротико-бытописательный роман на разговорном китайском языке, известный с 1617 года. Название произведения состоит из частей имён главных героинь романа: Пань Цзиньлянь (潘金莲, Pan Jinlian, «Золотой Лотос» Пань), Ли Пинъэр (李瓶兒, Li Ping’er, «Вазочка» Ли), и Пан Чуньмэй (龐春梅, Pang Chunmei, «Цветок весенней сливы» Пан).
Создание романа приписывается Ланьлинскому насмешнику (настоящее имя неизвестно). Это был первый китайский роман реалистического свойства, да ещё и с порнографическими эпизодами. Книга долгое время находилась под запретом из-за своего неприличия; литературоведы КНР обратились к её изучению только в 1980-е годы.

## Содержание
Бросив вызов господствующей традиции, автор написал книгу не о мифологических либо исторических событиях, а о повседневной жизни пройдохи-нувориша Симэнь Цина (西門慶), которую тот проводит, бражничая в обществе своих шести жён и многочисленных наложниц, жен слуг, посещая певичек в борделях в обществе друзей. Главный герой становится местным чиновником. Несмотря на распутство, которое царит в этом вертепе, одна из жён Симэня строго держится правил добродетели, а её первенец становится буддийским монахом, дабы искупить грехи отца.

## Издания
После смерти Г. О. Монзелера, который первым в России взялся за перевод романа, его работу продолжил В. С. Манухин, который посвятил этому последние годы своей жизни, но так и не дождался выхода своего труда. Перевод вышел после его смерти в 1977 году и изобиловал многочисленными купюрами цензурного характера. В том же усечённом виде роман переиздавался в 1986 году (в двух томах) и в 1993 году (одним томом).
Очередная попытка издания «Цзинь пин мэй» была предпринята в 1994 году в Иркутске. На этот раз планировалось опубликовать произведение в полном виде. Однако работа прервалась на третьем томе, охватив примерно три пятых текста, что, в частности, было связано со смертью одного из участников проекта — В. С. Таскина. Четвертый том, завершивший наконец издание, вышел только в 2016 году в двух книгах.
В результате пальма первенства в публикации на европейских языках полного текста романа перешла к французскому двухтомнику в переводе Андре Леви (фр. André Lévy) в серии мировой классики «Bibliothèque de la Pléiade».

## Экранизации
История о романе убившей мужа Пань Цзиньлянь с богатым купцом Симэнь Цином, которая с разных точек зрения описывается в «Речных заводях» и «Цветах сливы в золотой вазе», стала классическим сюжетом гонконгского кинематографа, в частности, четырёх фильмов режиссёра Ли Ханьсяна (кит. 李翰祥), три из которых следуют версии событий в «Цветах сливы»:
- «Золотой лотос» (1974 год) — фильм производства Shaw Brothers Studio, в котором эпизодическую роль сыграл молодой Джеки Чан (на момент съёмок актёру исполнилось 20 лет).
- «Золотой лотос: Любовь и желание» (англ. Golden Lotus: Love and Desire, 1991 год) — эротический фильм об отношениях Ли Пинъэр, Пань Цзиньлянь и Симэнь Цина.
- «Любвеобильная Лотос Пань» (англ. The Amorous Lotus Pan, 1994 год) — фильм, действие которого начинается с конца «Цветов сливы в золотой вазе»; история беспутной жизни Пань Цзиньлянь описывается через флешбэки.